# 김영철 (희극인)
김영철(金榮澈, 1974년 6월 23일 ~ )은 대한민국의 희극인 출신 방송인, 작가, 라디오 DJ이다. 그는 영어를 잘 하는 희극인으로 많이 알려져 있다.

## 학력
- 서생초등학교 (1987년 졸업)
- 서생중학교 (1990년 졸업)
- 기장고등학교 (1992년 졸업)
- 영산대학교
- 동국대학교 WISE캠퍼스 경영·관광대학 호텔관광경영학 (학사 졸업)

## 경력
1999년 KBS 14기 공채 개그맨으로 데뷔하여 초기 《개그콘서트》에서 "미안합니다" 등의 유행어로 인기를 끌었다. 2004년에 KBS 2TV 주말 연속극 《부모님전상서》에서 출연해 배우로도 데뷔했으며, MBC 아침드라마 《이제 사랑은 끝났다》에도 출연하였다. SBS 《강심장》 에서는 고정 자리를 맡아서 강호동이 지적할 때마다 한번씩 터뜨려주는 "분노개그"를 하였으며 예능이 어색한 사람들에게 지원해주는 "김영철식 리액션"을 보여주면서 감초역할을 해내곤 했다.

## 출연/활동

### 예능
- 1999년 KBS 2TV 《코미디 세상만사》
- 1999년 KBS 2TV 《쇼! 행운열차》
- 1999년 KBS 2TV 《개그콘서트》
- 1999년 KBS 2TV 《TV는 사랑을 싣고》
- 2001년 KBS2 <슈퍼TV 일요일은 즐거워-출발 드림팀>
- 2001년, 2002년, 2004년, 2005년, 2006년 KBS 1TV 《가족오락관》
- 2006년 ubc 《퀴즈만세》
- 2006년 MBC 《행복주식회사 만원의 행복》- 115회, 116회
- 2009년 SBS 《강심장》
- 2010년 KBS 2TV 《달콤한 밤》
- 2012년 11월 2일 KBS 1TV 《강연 100℃》 - 20회
  - 강연주제 : 내 스타일대로!
  - 공감온도 : 96℃
- 2012년 tvN 《스타특강쇼》 - 9회, 22회
- 2015년 MBC 《마이 리틀 텔레비전》
- 2015년 SBS 《동상이몽, 괜찮아 괜찮아》
- 2015년 MBC 《나 혼자 산다》
- 2015년 MBC 《미스터리 음악쇼 복면가왕》 - 피타고라스의 정리
- 2015년 MBC 《진짜 사나이 시즌2》
- 2015년~ JTBC 《아는 형님》
- 2016년 MBC 《무한도전》
- 2016년 온 스타일 《기부티크》
- 2016년 MBC 에브리원 《마담들의 은밀한 레시피》
- 2016년 MBN 《코미디 청백전 사이다》
- 2017년 크리스마스 별거 없어
- 2017년 SBS 《희극지왕》
- 2017년 JTBC 《김제동의 톡투유 - 걱정 말아요! 그대》
- 2017년 MBC TV 《쇼! 음악중심》
- 2017년 tvN 《문제적 남자》
- 2017년 SBS TV 《SBS 인기가요》
- 2017년 KBS 2TV 《유희열의 스케치북》
- 2017년 ubc 《전국 톱 10 가요 쇼》
- 2017년 TV조선 《배달왔습니다》
- 2018년 tvN 《친절한 기사단》
- 2018년 ~ SBS 플러스《외식하는날》
- 2018년 ~ TV조선 《땡철이어디가》
- 2018년 ~ MBC TV 《구내식당》
- 2019년 MBC 뮤직 《쇼 챔피언》
- 2019년 SBS TV 《SBS 인기가요》
- 2019년 MBC TV 《쇼! 음악중심》
- 2019년 아이넷TV 《성인가요콘서트》 - 롯데몰 동부산점과 함께하는
- 2020년 JTV 《전국 톱 10 가요 쇼》
- 2020년 MBC TV 《미스터리 음악쇼 복면가왕》 - 가왕이 되고파! 가왕 타~파!
- 2022년 KBS2 《옥탑방의 문제아들》
- 2023년 SBS 《집사부일체 시즌2》
- 2025년 유튜브 《핑계고》

### 드라마
- 2004년 KBS2 주말연속극 《부모님전상서》 - 신신철 역
- 2006년 MBC 아침드라마 《이제 사랑은 끝났다》 - 김일구 역
- 2015년 MBC 수목드라마 《앵그리맘》 - 영어교사 역
- 2020년 MBC 월화드라마 《저녁 같이 드실래요?》 - 쪼다맨 역
- 2024년 tvN 월화드라마 《플레이어 2 : 꾼들의 전쟁》 - 조나단 역 (특별출연)

### 영화
- 《이 안에 외계인이 있다》 (2021년) - 대장외계인 역

### 음반
- 2017년 〈따르릉〉
- 2018년 〈안되나용〉
- 2019년 〈신호등〉

### 뮤직비디오
- 2001년 소유진 - Para Para Queen
- 2003년 게임 - 미야미야

## 라디오
- 파워FM - 2016년 ~ 현재

## 수상
| 회차 | 년도   | 구분                  | 수상                          | 프로그램                           | 비고          |
| ---- | ------ | --------------------- | ----------------------------- | ---------------------------------- | ------------- |
| 7회  | 2000년 | 대한민국 연예예술대상 | 남자희극인 코미디언상         |                                    |               |
| 7회  | 2000년 | 백상예술대상          | 코미디언부문 신인상           |                                    |               |
| 4회  | 2010년 | SBS 연예대상          | 만능 엔터테이너상             |                                    |               |
| 15회 | 2015년 | MBC 방송연예대상      | 버라이어티 부문 남자 최우수상 | 일밤-진짜사나이 시즌2 나 혼자 산다 | 하하 공동수상 |
| 11회 | 2017년 | SBS 연예대상          | 라디오 DJ상                   | 김영철의 파워 FM                   |               |

## 기타

### 광고
- 1999년 해마로푸드서비스 파파이스
- 1999년 오리온 마이민트
- 2000년 스포츠서울
- 2000년 새난 인터라인
- 2000년 옥시 타게트리퀴드
- 2013년 스쿨뮤즈 스토리토크
- 2015년 카카오게임샵
- 2015년 오투스페이스 아딸
- 2015년 카오리온 아이폼
- 2015년 롯데제과 폭신폭신말랑카우
- 2015년 SK ZIC
- 2016년 한빛소프트 오잉글리시
- 2017년 보건복지부
- 2018년 한국열린사이버대학교
- 2019년 한화제약 에키나포스
- 2019년 가벼운 영어 학습지
- 2021년 서울식품 뻥이요
- 2021년 주당맛집
- 2021년 제일헬스사이언스 쎈트힐, 아이트래져
- 2021년 널지켜줄게

### 홍보대사
- 2007년 중부세무서 일일명예민원봉사실장
- 2007년 ARC 홍보대사
- 2009년 지식나눔 릴레이 특강 홍보대사
- 2015년 애니메이션 '숀더쉽' 홍보대사
- 2020년 서울시 골목길 홍보대사

### 저서 활동
- 《FUN FUN 어린이 영철 영어》 (씨네21북스, 2011년 7월 25일 출간) ISBN 9788984314863
- 《뻔뻔한 영철영어 SET》 (두앤비컨텐츠, 2009년 5월 15일 출간) ISBN 9788925532738
- 《더 뻔뻔한 영철영어》 (랜덤하우스코리아, 2009년 2월 2일 출간) ISBN 9788925530918
- 《뻔뻔한 영철영어》 (랜덤하우스코리아, 2007년 12월 20일 출간) ISBN 9788925514925